# Réserve naturelle de Stenåkern
Stenåkern est une réserve naturelle dans l’archipel de Luleå en Suède,,.

## Présentation
La réserve  naturelle de Stenåkern est protégée depuis 1970 et s'étend sur 0,4 kilomètre carré. 
La réserve est située au sud du mont Lappmyrberget, dans la partie centrale de l'île de Sandön, à environ 8 kilomètres au sud-est du centre-ville de Luleå. 
Les parties centrales sont constituées d'un vaste champ de pierres entouré d'une forêt de pins clairsemée.
Dans le paysage de pierre se trouvent des pins noueux mais aussi des lichens.
On peut y rencontrer le grand Tétras et le geai ainsi que notre plus grande espèce de piciformes, la pic noir qui est un oiseau bruyant que l'on peut entendre toute l'année.